# Диркс, Дан
Дан Диркс (нидерл. Daan Dierckx; род. 24 февраля 2003, Лёвен, Фламандский регион) — бельгийский футболист, центральный защитник клуба «Стандард».

## Клубная карьера
Выступал за молодёжные команды бельгийских клубов «Херселт», «Вестерло» и «Генк». В январе 2021 года перешёл в итальянскую «Парму». 17 января 2021 года дебютировал в основном составе «Пармы» в матче итальянской Серии A против «Сассуоло», став первым игроком 2003 года рождения, сыгравшим в Серии A. По итогам сезона 2020/21 провёл за «Парму» 7 матчей в чемпионате, а его команда выбыла в Серию B. В мае 2021 года продлил контракт с «Пармой» до 2025 года.

## Карьера в сборной
В сентябре 2018 года провёл два матча за сборную Бельгии до 16 лет (обе — против сверстников из Украины).